# Политичко-географски положај
Политичко-географски положај је положај неке државе, области или територије на политичкој карти света. Најчешће се односи и на положај у односу на центре светске политичке моћи. Данас најповољнији политички положај имају САД. 